# April Heinrichs
April Dawn Heinrichs (Denver, 27 febbraio 1964) è un'allenatrice di calcio ed ex calciatrice statunitense, di ruolo attaccante.

## Carriera

### Giocatrice
Nata a Denver, in Colorado, nel 1964, ha giocato a calcio al college con le North Carolina Tar Heels, dal 1983 al 1986, Nello stesso anno è entrata in nazionale maggiore e, dopo aver preso parte a un Mundialito in Italia, vi è rimasta a giocare dal 1987 al 1989, un anno con la FCF Juventus e 2 con il Prato.
Con la nazionale ha partecipato, da capitana, all'edizione inaugurale del Mondiale femminile, Cina 1991, scendendo in campo in 5 partite su 6 (saltando solo l'ultima gara del girone contro il Giappone), segnando 4 reti (doppiette al Brasile nella fase a gironi e alla Germania in semifinale) e vincendo il titolo. Nello stesso anno aveva vinto anche il CONCACAF Women's Championship ad Haiti, realizzando 8 gol nel torneo, di cui 1 nel 5-0 in finale sul Canada.
Ha chiuso la carriera da calciatrice nel 1991, a 27 anni, dopo 46 presenze e 35 gol in nazionale e dopo essere stata premiata per 2 volte (1986 e 1989) come miglior calciatrice dell'anno all'U.S. Soccer Athlete of the Year.

### Allenatrice
Ha iniziato ad allenare nel 1990, a carriera da calciatrice non ancora conclusa, guidando le Princeton Tigers dell'Università di Princeton.
Nel 1991, diventata allenatrice ha tempo pieno, ha assunto la guida delle Maryland Terrapins dell'Università del Maryland, College Park, rimanendovi alla guida fino al 1995. Dal 1996 al 1999 ha diretto invece le Virginia Cavaliers dell'Università della Virginia.
Quasi in parallelo all'esperienza in Virginia, dal 1995 al 2000, è stata assistente di Tony DiCicco alla guida della nazionale statunitense, assumendo poi nel 2000 il ruolo di CT. In 5 anni ha ottenuto un argento olimpico, a Sydney 2000, battuta della Norvegia per 3-2 d.t.s. in finale e un bronzo mondiale in casa nel 2003, sconfitta 3-0 in semifinale dalla Germania, ma vittoriosa nella finale per il 3º posto contro il Canada per 3-1, riuscendo ad ottenere un successo ad un torneo importante alle Olimpiadi di Atene 2004, conquistando l'oro grazie al 2-1 d.t.s. contro il Brasile in finale. Gli USA avevano vinto, durante il suo mandato, 2 Women's Gold Cup, in casa nel 2000 e in casa e in Canada nel 2002, battendo in finale rispettivamente il Brasile (invitato al torneo) per 1-0 e il Canada per 2-1 al golden gol. Ha concluso l'esperienza nel 2005.
Dopo un breve passaggio come allenatrice delle Irvine Anteaters dell'Università della California, Irvine non ha più diretto altre squadre, diventando nel 2011 direttore tecnico federale, posizione lasciata a fine 2018.
Nel 1998 è stata la prima donna inserita nella National Soccer Hall of Fame.

## Palmarès

### Giocatrice

#### Nazionale
- Campionato mondiale femminile di calcio: 1

Cina 1991
- CONCACAF Women's Championship: 1

Haiti 1991

#### Individuale
- Premio femminile U.S. Soccer Athlete of the Year: 2

1986, 1989

### Allenatrice

#### Nazionale
- Argento olimpico: 1

Stati Uniti d'America: Sydney 2000
- CONCACAF Women's Gold Cup: 2

Stati Uniti d'America: Stati Uniti d'America 2000
Stati Uniti d'America: Stati Uniti d'America/Canada 2002
- Oro olimpico: 1

Stati Uniti d'America: Atene 2004
- Inserita nella National Soccer Hall of Fame